# 西班牙的歐拉麗亞
歐拉麗亞·德·波旁（西班牙語：Eulalia de Borbón，1864年2月12日—1958年3月8日），西班牙女王伊莎貝拉二世的幼女。

## 家庭
1886年，歐拉麗亞與表弟安東尼奧結婚。安東尼奧的父親是法王路易-菲利普一世的幼子安托萬，母親是伊莎貝拉二世的妹妹路易莎·費爾南達。兩人共有兩個兒子：
1. 阿方索（英语：Infante Alfonso, Duke of Galliera）（1886年—1975年），加列拉公爵（英语：Duke of Galliera）
2. 路易斯·費爾南多（英语：Luís Fernando de Orleans y Borbón）（1888年—1945年）